# Matematický most
Matematický most (anglicky Mathematical Bridge) je lidový název pro dřevěný most přes řeku Cam v Cambridge. Oficiálně se nazývá Dřevěný most a spojuje dvě části koleje Queens' College. Navrhl jej architekt Williamem Etheridge v roce 1749, v letech 1845 a 1905 byl zbourán a postaven znovu, v nezměněné podobě.
Mostu se říká matematický proto, že jeho zábradlí je tvořeno mnoha mnohoúhelníky, které tvoří velmi pevnou konstrukci.
O mostu koluje známá pověst, že jej navrhl a postavil Isaac Newton bez použití šroubů a matic. Studenti jej prý později ze zvědavosti rozebrali, ale nebyli schopni jej zpět sestavit bez použití kovových spojovacích prvků. Ve skutečnosti Newton zemřel již roku 1727 a šrouby byly už v původní konstrukci mostu, ale umístěny tak, že z vnitřní strany nebyly vidět.